# Guido Fuga
Guido Fuga (Venezia, 25 giugno 1947) è un architetto e fumettista italiano, collaboratore di Hugo Pratt.

## Biografia
Nel 1968, studente di architettura, incontra Hugo Pratt e ne nasce un rapporto di amicizia che porta quasi subito alle prime collaborazioni con il maestro. L'apporto dei cosiddetti effetti speciali (sfondi, blindati, aerei, treni ecc.) continuerà con "Gli scorpioni del deserto" fino alle ultime storie. Nel frattempo (1977) inizia la collaborazione con l'artista torinese Alighiero Boetti, per il quale realizza l'opera "Aerei", cui seguirà una serie di acquerelli sullo stesso tema "Cieli ad alta quota". 
Partecipa, per un breve periodo, all'avventura del settimanale satirico "II male". Cura la grande mostra antologica dell'opera di Pratt per le Grand Palais a Parigi e ne organizza l'allestimento; la stessa mostra viene allestita a Milano, Venezia, Roma, Napoli e Buenos Aires per "Italiana '86". 
Collabora con l'artista Mario Schifano alla realizzazione di una collezione di tappeti eseguiti in India. Dai primi viaggi nel '70 nasce, con questo paese, un rapporto di consuetudine e d'amore che continua nel tempo: oltre a collezioni di tappeti disegna e fa eseguire dagli abili artigiani di Agra e di Udaipur una serie di tavoli a tarsia marmorea. 
Con Lele Vianello, altro collaboratore del creatore di Corto Maltese, disegna una storia sul pilota veneziano P. Luigi Penzo. In compagnia dello stesso realizza la guida sui percorsi di Corto Maltese a Venezia "Corto Sconto" per le edizioni Lizard di Roma, tradotta in francese per le edizioni Castermann. 
Collabora fra il '98 e il '99 con una serie di copertine alla trasmissione televisiva “Sgarbi quotidiani”. 
Insieme al collega Vianello realizza il libro sulla laguna di Venezia "Navigar in laguna fra isole fiabe e ricordi" con l'editore Mare di carta (I edizione, 2001). 
Per “RAISAT Gamberorosso” cura dieci puntate ispirate ai percorsi lagunari del loro libro (2003). Con lo stesso Vianello ha realizzato il libro "Le ali del leone", cinque storie a fumetti sull'aviazione italiana, in collaborazione con la rivista dell'Aeronautica Militare, per le Edizioni Lizard; e il volume Marco Polo. Testimonianza di un viaggio straordinario, Supernova Edizioni.
Nel 2010 torna a far coppia con Lele Vianello nel volume a fumetti, "Cubana", di chiara ispirazione prattiana. Il volume, infatti, altro non è che la continuazione de "L'Uomo dei Caraibi" di Hugo Pratt, con cui Fuga e Vianello avevano iniziato a scriverne il seguito prima della scomparsa di Pratt. Il volume è edito da Edizioni Voilier.